# شهرستان سوکولوف
ناحیهٔ سوکولوو (به لاتین: Sokolov District) یک ناحیه در جمهوری چک است که در منطقه کارلووی واری واقع شده‌است. ناحیهٔ سوکولوو ۷۵۳٫۶ کیلومتر مربع مساحت و ۹۳٬۳۷۹ نفر جمعیت دارد.